# Nachklassisches Recht

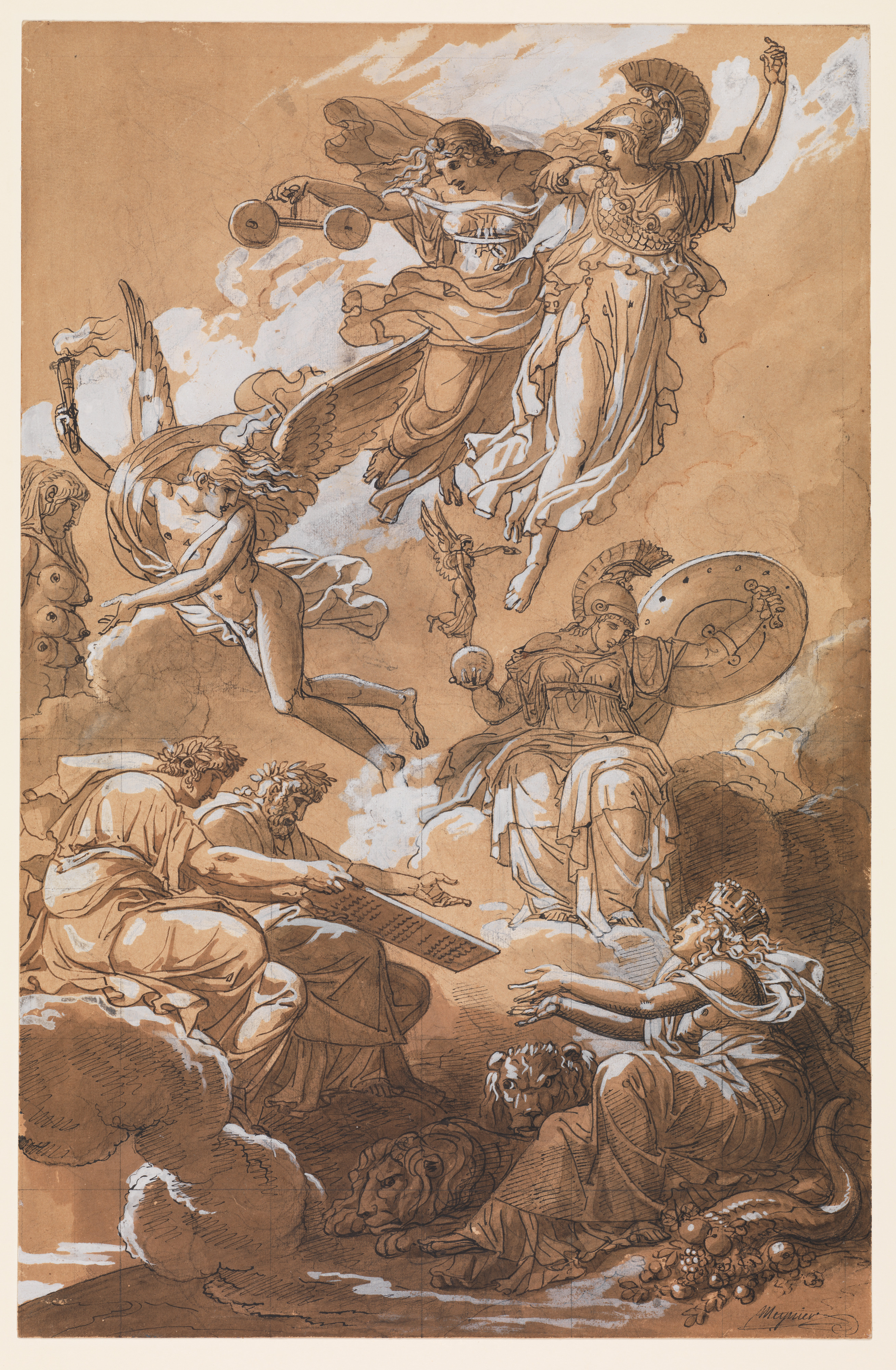
Die Erde erhält von den Kaisern Hadrian und Justinian den Codex des römischen Rechts (Charles Meynier, geschaffen 1802/03.)
Ausgelegt werden kann der Text etwa so: Hadrian repräsentiert den Prinzipat, der für die Blüte der klassischen Rechtswissenschaft steht. In dieser Phase wurden die entscheidenden Grundlagen für einen Codex zwar hervorgebracht, tatsächlich aber wurde ein solcher nicht verfasst. In einer Zeit, als das klassische Recht in der spätantiken Nachklassik deutlich abflachte, bewahrte Kaiser Justinian die klassische Pioniersleistung im Corpus iuris, die bemerkenswerteste Zusammenstellung allen römischen Rechts seit den frührepublikanischen Zwölftafeln (unabhängiges Zusammenwirken zweier kaiserlicher Kräfte).

Das nachklassische Recht, teilweise auch als epiklassisches Recht bezeichnet, steht im rechtshistorischen Zusammenhang für eine Epoche des römischen Privatrechts, die der klassischen Rechtswissenschaft der Zeit des frühen und mittleren Prinzipats folgte. Gegenüber dem klassischen Recht war es von einer Verflachung der Rechtskultur geprägt, die vornehmlich von den Wirkungen der Reichsteilung in Ost und West ausging – Westrom ging in der Zeit sogar noch unter – zudem aber im sozialen Bereich veränderten gesellschaftlichen Zielstellungen – im Lichte eines unaufhaltsam erstarkenden Christentums – unterlag.
Eine Trennlinie lässt sich im Jahr 235 ziehen, als im Römischen Reich mit dem Tod des letzten Severers Severus Alexander die sogenannten Soldatenkaiser die Macht übernahmen und mit ihnen die Reichskrise des 3. Jahrhunderts begann. Das häufig als erschöpft und unkreativ rezipierte nachklassische Recht fällt in einen allgemeinen kulturellen Abschwung, der in politisch sehr angespannte Zeiten für das Imperium eingebettet war. Häufige gewaltsame Machtwechsel erschütterten Rom im Inneren und erhebliche Gefahren, insbesondere durch das neupersische Sassanidenreich, erwuchsen von außen. Auch Diokletians Versuch, nach der erfolgreichen Stabilisierung der politischen Ordnung die klassische Tradition des Rechts zu bewahren, scheiterte. Ein Staat, der alle Rechtsschöpfung unter kaiserlichen Vorbehalt stellte und die rechtsanwendenden Organe lediglich als unselbstständige Beamte duldete, konnte kein Gewährsträger für das Wiederaufleben einer klassischen Rechtsordnung sein.
Gleichwohl gab es seit dem 5. Jahrhundert Kodifikationsbestrebungen, was verdeutlicht, dass die Kaiser vermehrt Einfluss auf das Recht nehmen wollten. Im 6. Jahrhundert entstanden dann die justinianischen Kompilationen in Gestalt des Corpus iuris, der als das bedeutendste Rechtswerk der Spätantike und wesentliches Überlieferungswerk des römischen Rechts an sich gilt. Das Werk sollte als Renaissance des klassischen Rechts verstanden werden, als klassizistische Umkehr. Gleichzeitig sollte Recht eigenständig weiterentwickelt werden. So fand nachklassisches Recht in regionalen Rechtsordnungen partikularen Anschluss.
Entgegen den Erkenntnissen der Geschichtswissenschaft des 19. Jahrhunderts besteht in der gegenwärtigen Forschung die Auffassung, dass das nachklassische Recht weniger Unterschiede zum klassischen Recht aufweist als in der früheren Rezeption behauptet. Bis heute als Vulgarrecht negativ konnotiert, wird den Entwicklungen des Privatrechts in der Nachklassik immerhin eine gewisse Kontinuität bescheinigt. Gleichzeitig ergeht jedoch der Hinweis, dass die Veränderungen im klassischen Recht regelmäßig bereits angelegt gewesen seien. Auffallend ist zudem, dass die nachklassische Zeit durch ein publizistisches Zurücktreten der Autoren geprägt war. Indem neue juristische Publikationen früheren Autoren als Pseudepigraphien zugeschrieben wurden, sollte suggeriert werden, dass der klassische Rechtskulturbetrieb nach wie vor intakt sei. Tatsächlich hatte das neue Wertesystem der Spätantike eine Verlagerung des Gewichts von der Rechtswissenschaft auf die absolutistisch geprägte Rechtsprechung und die Gesetzgebung der Kaiser mit sich gebracht.

## Anknüpfung an das Klassische Recht

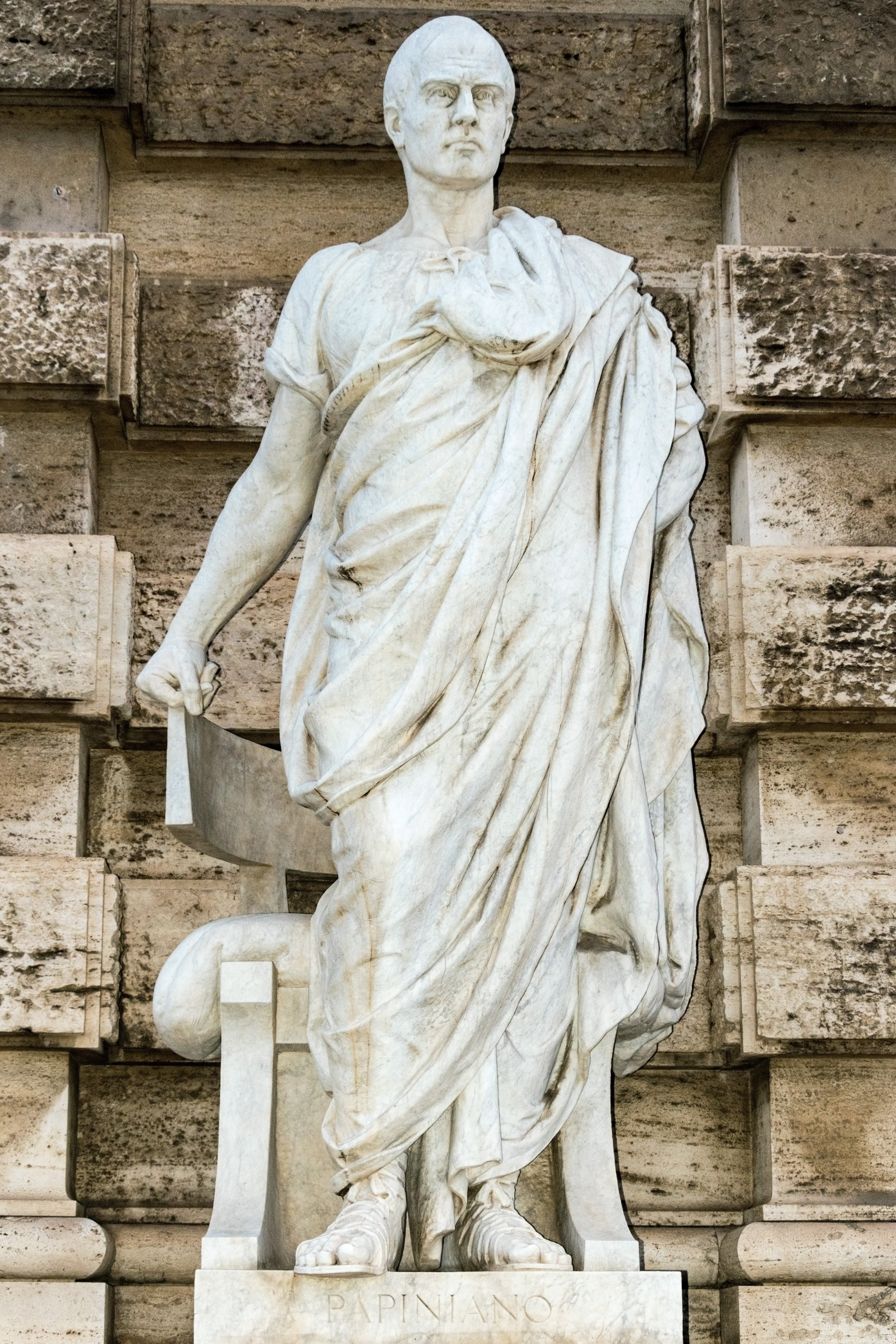
Statue des primus inter pares, Papinian

Die klassische Jurisprudenz steht gemeinhin als Inbegriff für die Blütezeit der römischen Privatrechtswissenschaft. Dazu trug bei, dass die Rechtslehre und die Gerichtsgewalt großen Einfluss aufeinander nahmen. Sie verschränkten sich in einer Weise, dass daraus Institutionen wie das prätorische Rechtsschutzprogramm (finalisiert später im edictum perpetuum) und das Respondierrecht (ius respondendi) entstehen konnten. Auf wissenschaftlicher Ebene wurde leidenschaftlich und widerstreitend diskutiert, was im ius controversum der sabinianischen und prokulianischen Rechtszentren seinen Niederschlag fand. Das Gerichtswesen wiederum war seit der Zeit der Republik über die rechtsgestaltende Arbeitsweise der Prätoren definiert, die dem Prozess Schliff gab und der Funktion zu hohem Ansehen verhalf, wenngleich deren Bedeutung in der Kaiserzeit nachließ, weil der Kaiser die Kompetenz zunehmend korripierte.
In der Wissenschaft entstanden umfangreiche Schriften, Lehrbücher, Gutachtensammlungen und Kommentare. Diese waren mit großen Namen verknüpft, wie Labeo, Masurius Sabinus, Vertreter der Frühklassik, Iulian, Celsus, Repräsentanten der Hochklassik und Papinian, Ulpian sowie Paulus, die die Spätklassik prägten. Deren aller Strahlkraft wirkt bis in die Gegenwart, denn viele Voraussetzungen für die heutige juristische Methodenlehre und die differenzierte Begriffswelt wurde in dieser Zeit geschaffen.
Als die Sorgsamkeit um die juristische Ausbildung und den Kanzleibetrieb nachließ, schwanden die Faktoren, die die Autorität des klassischen Rechts zusammenhielten, obgleich noch unter den Soldatenkaisern die rechtswissenschaftliche Klassik wichtige Rechtsquelle und anerkannt blieb. Ab 240 n. Chr. verlor die Funktion der Juristen an genuiner Autorität, die literarische Tätigkeit kam zum Erliegen, die nomogenetische Kraft erlosch. Unter Diokletian hielt die Orientalisierung des Rechts Einzug.

## Allgemeine Kennzeichnung
Demgegenüber flachte das nachklassische Recht in der Folgezeit deutlich ab. Franz Wieacker und Detlef Liebs bezeichneten die Zeit auch als Epiklassik. Das Recht wurde deutlich vereinfacht und die von den Klassikern sorgfältig herausgearbeiteten Rechtsbegriffe wurden methodensynkretisch verschmolzen, oft preisgegeben. Die einst scharfen Differenzierungen überforderten die zunehmend entwöhnten Rechtsanwender, weshalb juristische Auseinandersetzungen ausblieben. Recht konnte nicht mehr fortentwickelt werden, weil es bereits daran ermangelte, sich mit dem Rechtserbe auseinanderzusetzen. Soweit Veränderungen im Recht vorgenommen wurden, verlagerten sich die Aktivitäten vom materiellen Zivilrecht vornehmlich auf die verfassungs- und verwaltungsrechtliche Ebene. Die Konzentration galt dem absolutistischen Staatsaufbau, der es erforderlich machte, in die Gerichtsverfassung und die Prozessordnung einzugreifen um sie gestalterisch anzupassen.
Mit der Reichsteilung im späten 4. Jahrhundert schied sich die Rechtsdurchsetzung dann in zwei Stränge, einen östlichen und einen westlichen Strang. Diokletian hatte dem indirekt Vorschub geleistet, als er die Tetrarchie zur Vermeidung herrschaftlicher Vakua eingeführt hatte. In beiden Teilen des Reichs wurde das bestehende Recht zu oberflächlichen Ordnungen vereinfacht, dies in weitgehend parallel verlaufenden Prozessen. Namentlich die Kodifikationen lauteten gleich, wie der Codex Theodosianus zeigt. Gestört wurde dieser annähernde Gleichschritt erst, als die Gesetzgebung im untergehenden weströmischen Gebiet 476 endete, während der Osten diese staatstragende Funktion lebhaft beibehielt. Im Westen des Reichs wirkte der Bestand des römischen Rechts insoweit fort, als er von den germanischen Nachfolgestaaten als Kulturgut in den sogenannten leges Barbarorum aufgenommen wurde.
Anders verhielt es sich im Osten des Reiches, wo eine Renaissance des klassischen Rechts („Klassizismus“) zu beobachten war, besonders vermittelt durch die im 5. Jahrhundert erblühende Rechtsschule von Beirut. Zum Durchbruch kam der „Klassizismus“ in Methode und Praxis allerdings erst mit den justinianischen Kompilationen. Diese griffen auf den Fundus hergebrachten materiellen und formellen klassischen Rechts zurück. Dieses hatte bereits die Konstitutionen der früh- und mittelkaiserlichen Zeit beeinflusst und sollte auch die kaiserliche Rahmenvorgaben zur Gestaltung der zukünftigen Lebensumstände abstecken, was mit Justinians eigenen Konstitutionen, den Novellae, passierte.
Gerne wird kolportiert, dass zwischen Diokletian und Justinian Überlieferungslücken bestanden haben. Häufig wird das im Sinne eines Niedergangs gedeutet. Unter Leitung von Dario Mantovani wurde Mitte 2020 – nach sechs Jahren Projektarbeit (ERC Advanced Grant) – über die Ergebnisse zu den über die Jahre erteilten Untersuchungsaufträge einschätzungsweise befunden. Schlussthema war das Projekt „Rediscovering the Hidden Structure. A New Appreciation of Juristic Texts and Patterns of Thought in Late Antiquity (REDHIS)“: In der Summe stellte sich heraus, dass aus Sicht der Romanisten, Philologen, Paläographen und Papyrologen eine Vielzahl von Erkenntnissen für die Altertumswissenschaften (vornehmlich Papyrologie und Paläografie), Alte Geschichte und Klassische Philologie zusammengetragen werden konnten, die geeignet sind, bestehende Paradigmen in Frage zu stellen. Dem Narrativ des Niedergangs des Rechts lässt sich – lange noch vor Auswertung aller Untersuchungen – laut Mantovani die Erkenntnis jetzt bereits entgegensetzen, dass die frühere Juristenliteratur den Kompilatoren sehr wohl vertraut war, sie diese sicherten, pflegten und nutzten, Kontinuität schufen. Dass die Überlieferung der Literatur komplexer gewesen sei, als gemeinhin angenommen, zeige die Zusammenstellung der spätantiken Belege.

## Rechtliche Veränderungen

### Kaiserliche Rechtsprechung

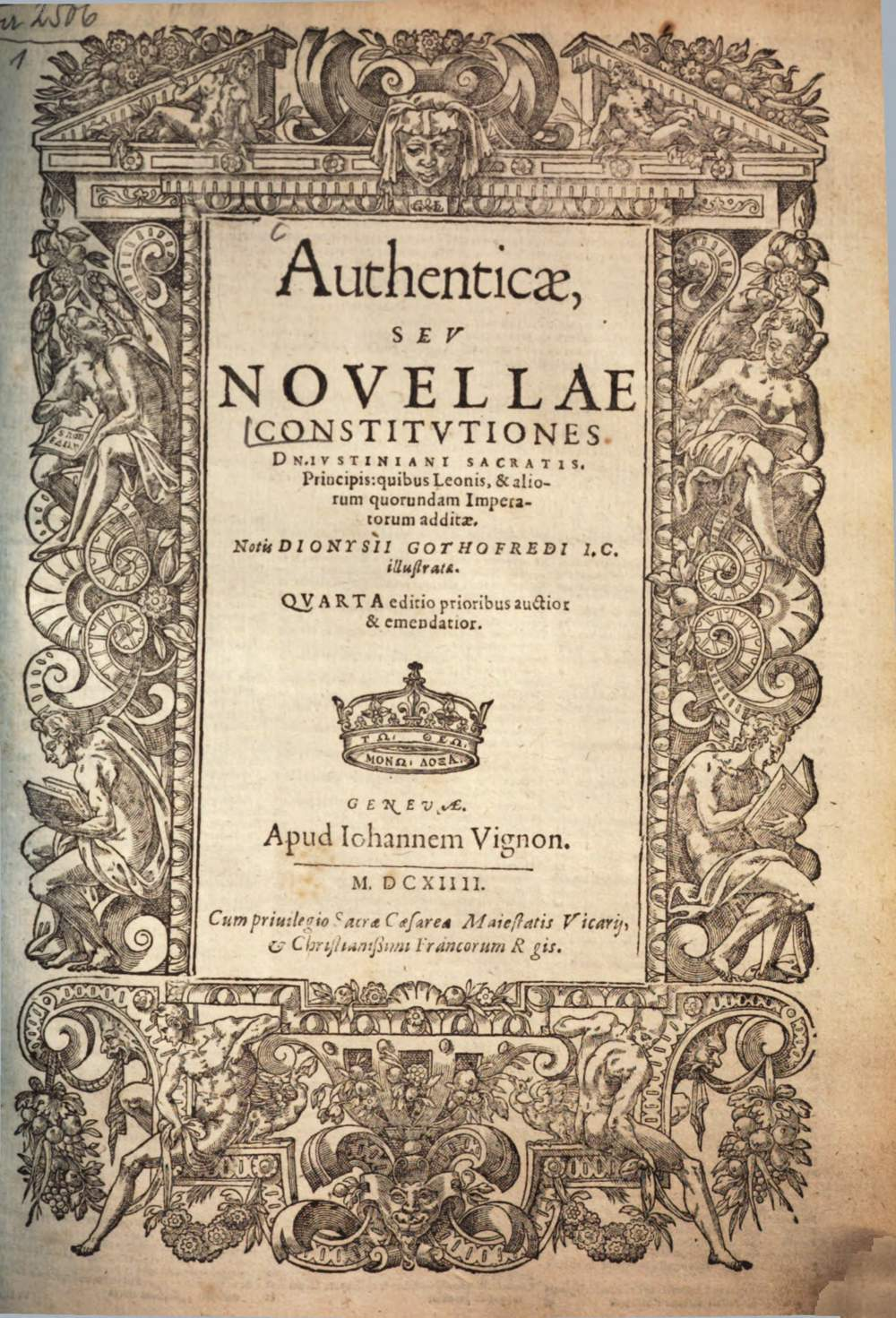
Die eigene kaiserliche Gesetzgebung Justinians (Novellae aus dem 6. Jahrhundert), in der Fassung einer Nachschrift, des Authenticum

Die auffälligste Veränderung brachte eine Kompetenzverlagerung in der Angelegenheit der Rechtsprechung mit sich. Sie wurde von Rechtswissenschaft auf den Kaiser übertragen. Von nun an oblag dem Kaiser das Privileg, „Recht zu sprechen“. Der Kaiser verstand sich nicht mehr als Erster unter gleichen, als Anführer (princeps) einer bürgerlichen Volksgemeinschaft, er forderte stattdessen ein, Herr (dominus) zu sein, Herrscher mit Absolutheitsanspruch und rechtlicher Alleindeutungshoheit. Die einst lebhaften rechtlichen Diskussionen erlahmten und der Einfluss der Rechtswissenschaft auf den Verwaltungsapparat und das Gerichtswesen verflüchtigte sich. Gleichwohl waren namhafte spätklassische Juristen wie Ulpian und Papinian aktiv, denn sie beschieden die ausstehenden Bürgeranfragen. Eingebunden in den kaiserlichen Beamtenapparat, wirkten sie jedoch lediglich als Kanzleileiter der Hoheit. Wichtige Entscheidungen, so etwa Dekrete und Reskripte, erließ der Kaiser hingegen höchstselbst. Die aktiv prozesslegitimierten Prätoren waren an dessen allgemeinverbindliche Entscheidungen im Verfahrensweg ebenso gebunden wie die bürgerliche Gesellschaft, für die die Gesetze im Vollzug galten. „Rechtsliteratur“ der mittlerweile anonym auftretenden Juristen bestand nurmehr darin, die kaiserlichen Entscheidungen zusammenzustellen, nicht mehr aber darin, selbst Rechtsliteratur zu verfassen und damit zum Prozesswesen beizutragen und Einfluss auszuüben.
Erheblichen Reformgeist im Bereich der gesetzgebenden Rechtsgestaltung entwickelte Diokletian. Aus seiner Sicht überkommene Rechtsschichtensysteme gab er schlicht auf, so die einst bedeutende Unterscheidung der iura honorarium und gentium, die noch aus republikanischer Zeit herrührten. Er schuf ein einheitliches ius civile. Aufgrund der Bedeutung der Kaiserkonstitutionen sammelten die Juristen auf seine Veranlassung hin alle verfügbaren Reskripte ein, um deren Verbindlichkeit zu verstetigen. Um die Wende vom 3. zum 4. Jahrhundert entstanden aus den Ansammlungen die wirkmächtigen Privatgesetze des Codex Gregorianus und diesem zeitlich nachfolgend des Codex Hermogenianus. Zusammen mit Teilbeständen der klassischen Juristenschriften wurden sie in wiederum andere Sammelwerke eingebunden. Unter Anweisung Konstantins veröffentlichten die Kanzleien in der Wendezeit die Fragmenta Vaticana. In dieses Sammelwerk strahlten erstmals christliche Werte ein. Aus theodosianischer Zeit stammt das erste alttestamentarisch-römische Synoptikum der Mosaicarum et Romanarum legum collatio. Das Christentum war bereits Staatsreligion geworden.
Ein persönliches kaiserliches Gesetzeswerk war dann der Codex Theodosianus, ein ost-/weströmisches Gemeinschaftswerk zur Erfassung bisheriger wie aktueller Maßnahmen. Auch an dieses zentral bedeutsame Werk schlossen sich wieder Privatschriften an. Vornehmlich zu nennen sind die beiden (mutmaßlich) gallischen Sammlungen der Consultatio, die diokletianisches Gedankengut in die posttheodosianische Rechtswirklichkeit übertrug und die Constitutiones, die wohl Kirchenrecht zum Gegenstand hatten. Ebenso entstanden die leges novellae, die wie die meisten posttheodosianischen Werke in die Lex Romana Visigothorum einflossen.
Parallel erhob Valentinian III. die Spätklassiker Gaius, Papinian, Ulpian, Paulus und Modestin mit dem Zitiergesetz von 426 zu unumstößlichen Autoritäten („Zitierjuristen“). Vor Gericht durften nur die fünf zitiert werden oder diejenigen Quellen, auf die sie sich selbst im Einzelnen beriefen. Die Rechtsschriften stattete der Kaiser mit normativer Wirkung aus. Valentinian III. rehabilitierte dabei die Juristen Paulus und Ulpian, die von Konstantin, aufgrund derer Kritik am Kaiser, für den Rechtsverkehr außer Kraft gesetzt worden waren und deren Schriften er vernichten ließ. Für die Urteilsfindung ausschlaggebend war bei komplizierteren Rechtsfragen die Mehrheit der abgegebenen Stimmen der fünf. Bei Pattsituationen gab entweder die Stimme Papinians den Ausschlag, oder aber das Gericht war in seiner Entscheidung frei. Aus Vereinfachungsgründen wurde das klassische Schrifttum für das Zitiergesetz auf die Repräsentanten der Spätantike kapriziert.

### Vulgarisierung des materiellen Rechts

Fragment aus einem der Bücher des Corpus iuris civilis; hier Digesten, Überblick aus Buch 23 (23,3,43 – 23,3,57).

Die Rechtskerne wurden trivialisiert. Weit weniger als das klassische Recht, beabsichtigte das nachklassische Recht Rechtsfragen zum Sachenrecht zu schützen. Eigentum und Besitz wurden nicht mehr präzise auseinandergehalten. Eigentum wurde häufig nicht mehr als absolute Rechtsposition an einer beweglichen Sache oder Liegenschaft verstanden, stattdessen verständigte man sich auf die individuelle Befugnis zu derer Nutzung. Ebenso galt das für derivative possessive Rechtspositionen, so beschränkt dingliche Rechte (Dienstbarkeiten). Durch das Aufkommen des Rechtsinstituts der (unbenannten) Reallast wurden Eigentümer aus Grundstücksbelastungen gar zur Vornahme von Handlungen verpflichtet. Das einst segmentierte Sachenrecht vereinfachte sich aber nicht nur durch indifferente Anwendung, auch begrifflich wurde es auf einen basalen gemeinsamen Nenner gebracht, denn es gab nur noch einen Eigentumsbegriff. Die einst aufwändige Verkörperung des Rechtsakts der Eigentumsübertragung im sakral-formalen Verfahren wurde vollständig aufgegeben. Förmlich blieben die Beweisregeln, soweit sie bestanden, oder wurden es, da sie auch der staatlichen Steuererungshoheit dienten.
Viele Rechtseinrichtungen versanken, so die auf sprachliche Abgabe von Willenserklärungen gerichteten Verbalkontrakte (Stipulationen), zu Beweiszwecken allein betont wurde das Schriftformgebot. Auch die Ersitzung (usucapio) ging unter. An deren Stelle setzten sich Verjährungsregelungen für Herausgabeansprüche (longi temporis praescriptio). Die seit der Republik eingeführte Herausgabeklage des Typs der actio Publicana obsoletierte sich, da zwischen dinglichen und persönlichen Ansprüchen kaum mehr unterschieden wurde und Trennschärfe zwischen Tatbestand und Beweisregeln im Prozessrecht nicht mehr bestand.
Durchaus aber gab es wegweisende Fortschritte. Feststellbar ist dies im Schuldrecht, so beispielsweise im Bereich der Vertragsfreiheit und des Stellvertretungsrechts. Heute kennt die moderne Rechtsordnung des bürgerlichen Gesetzbuches (BGB) den sogenannten Typenzwang nur noch im Sachenrecht. Eingeleitet wurde dies in Rom, wo Typenschemen noch für das obligatorische Recht galten, nun aber aufgegeben wurden. Die Nachklassik eliminierte diese Einengung des Vertragswesens aus Praxisgründen, was als grundlegender Fortschritt hin zur Privatautonomie gewertet werden darf.

### Modernisierung des Prozessrechts
Das zivile Prozesswesen durchlief bis zur Nachklassik drei Phasen. Dem archaischen Legisaktionenverfahren (Spruchformelprinzip), abgeschafft und ersetzt noch während der Republik durch die prätorische Schöpfung des Formularprozesses (mit Prozessprogramm), folgte letztlich der von nun an von Amts wegen zu führende Kognitionsprozess. Die einst verfahrensgeteilte, aktionenrechtliche Denkweise machte – nach ersten Vorstößen bereits unter Augustus (cognitio extra ordinem) – einem einheitlichen Verfahren Platz, bei welchem actiones und exceptiones als materiell-rechtliche Ansprüche und Einreden wiederkehrten.
Das in zwei Verfahrensschritte aufgespaltete Gerichtsverfahren, einem zur rechtlichen Beurteilung durch den Prätor, einem zur Sachverhaltsaufklärung und anschließender Urteilsfindung vor den Geschworenen, wurde beim Prätor zusammengelegt. Die Alleinzuständigkeit des Gerichtsmagistraten hatte den Vorteil, dass der Rechtsfall aus einer Hand entschieden werden konnte und nebenbei ein wachsendes pragmatisches Bedürfnis der Gesellschaft befriedigt wurde. Dessen Anliegen war, den zahlreichen in der Vergangenheit unterlaufenen Irrtümern bei der Auswahl der korrekten Spruchformel entgegenzuwirken. Das Prozesswesen litt bis dahin unter dem Problem, dass die Spruchformel zur Prozesseröffnung unabänderlich feststehen musste; bei der Sachverhaltsaufklärung im Prozess, stellte sich dann häufig heraus, dass im Vorfeld von falschen Tatsachen ausgegangen worden war und der Prozess aus formalen Gründen scheitern musste. Inhaltlich verwandelten sich actio und exceptio vom reinen Verfahrenstyp zur materiell-rechtlichen Anspruchsgrundlage beziehungsweise zu einem effizienten Verteidigungsmittel.
Nachdem im Rahmen von zivilrechtlichen Formularprozessen lediglich auf Geldleistungen verurteilt wurde und auch gegebenenfalls nachziehende Insolvenzverfahren eine Gläubigerbefriedigung nur auf Ebene von Geldleistungen vorsah, brachte der Kognitionsprozess – ebenfalls aus einem praktischen Bedürfnis heraus – den Herausgabeanspruch hervor. Durchsetzbare, mithin nicht einredebehaftete, Herausgabeansprüche konnten fortan selbstständig vollstreckt werden („Naturalvollstreckung“). Der Wirtschaftsverkehr pochte auf dieses Verlangen, weil obligatorische Forderungen aufgrund von Hyperinflation bisweilen enorm entwertet wurden. Mit den kaiserlichen Maßnahmen zur Gegensteuerung konnte dem Kontrollverlust über die Märkte lediglich unzulänglich begegnet werden, Vermögensschäden beim Gläubiger waren damit vorprogrammiert. Herausgabeansprüche dienten somit dem Gläubigerschutz.

### Byzantinische Kodifikation und germanische Gesetzgebung
Einen erheblichen Einfluss hatte das nachklassische Vulgarrecht auf die Rechtsentwicklung der auf den Territorien des weströmischen Reiches siedelnden Germanen. Zwar wurde unter Justinian I. in Ostrom das komplexe klassische Recht in einer beispiellos großen Kodifizierungsoffensive zusammengefasst, um es aber modernisieren und auf die aktuellen Lebensumstände angleichen zu können, insbesondere verständlich zu machen, wurde es radikal verkürzt. Gesammelt wurden alle bis zum 6. Jahrhundert verfügbaren Quellen, denn Justinian war daran gelegen, am klassischen Recht anzuschließen. Auf seine Epoche wirkte der Hellenismus kulturell wieder verstärkt ein, womit sich der Kreis dessen philosophischer Einflussnahme seit der Zeit der Republik ab dem 3. Jahrhundert v. Chr. schließt. Deutlich wurde das für die römischen Bildungs- und Praxiswerte, so im Bereich der Rhetorik, der Rechtslogik und im Urkundswesen. In sittlicher Hinsicht bestand mittlerweile enger Kontext zum Christentum, es bildete sich eine nachklassisch-christliche Rechtsethik heraus.
Die Simplifizierung des Rechts für Praxiszwecke war neben der vereinfachten Systematik des nachklassischen Rechts selbst, den germanischen Rechtsbräuchen geschuldet. Geschaffen wurde mit der Wirkung zunächst für das römische Recht das Corpus iuris civilis (CIC), das sich auf einen Bruchteil des ursprünglichen Rechtsstoffs beschränkte. Im westlichen Teil des ehemaligen Römischen Reiches blieb das CIC noch eine gewisse Zeit bekannt. Dem Corpus fehlte nach der Völkerwanderung aber die notwendige Explikation durch sachkundige Juristen, auch fanden die Gesetzestexte nicht mehr den entscheidenden Rückhalt, weshalb die germanischen Herrscher im Westen unter Einbezug ihrer Rechtsvorstellungen eigene Gesetze erließen. Letztere basierten eher auf dem (älteren) Codex Theodosianus von 438 als auf dem Codex Iustinianus. Und so schufen sie Werke, die einige Abweichungen zu ihren Vorbildern aufwiesen. Diese Werke waren Kodifikationen wie das Edictum Theoderici, der Codex Euricianus (Westgotenreich), die Lex Romana Visigotorum (siehe auch Breviarium Alaricianum des Westgotenkönigs Alarich II.) und die Lex Romana Burgundionum.
Diese Werke beruhten in der Hauptsache auf dem rezipierten Recht Roms und nicht etwa – wie noch von der Geschichtswissenschaft des 19. Jahrhunderts angenommen – auf originärem germanischen Recht. Grundlage der germanischen Gesetzgebung waren die verfügbaren kaiserlichen Entscheidungen der Codices. Da für Praxiszwecke immer wieder Interpolationen der klassischen Rechtssätze geschaffen wurden und Florilegien, gingen auch deren Inhalte in die Gesetzbücher ergänzend ein, so die aus den gaianischen Institutionen ausgezogenen Epitome, oder die pseudopaulinischen Sentenzen.
Bereits die Römer hatten sich mit den Mauren zu einer Zeit konfrontiert gesehen, just als der weströmische Reichsteil faktisch zerfiel. Nun mussten sich auch die schlecht vorbereiteten Westgoten im frühen 8. Jahrhundert geschlagen geben, nachdem die maurisch-arabische Invasion die iberische Halbinsel erfolgreich ins Visier nahm. Das westgotische Recht hingegen, die lex Visigothorum, überstand den anschließenden Untergang des christlichen Reiches, indem sie in die spanischen Stadtrechte (fueros) einging. Da auch der Süden Frankreichs unter dem Einfluss der lex blieb, verstetigte sich dort die Tradition des kodifizierten nachklassischen Rechts (droit écrit), während Nord- und Mittelfrankreich gewohnheitsrechtlich geprägt blieben.